# Palit Microsystems
Palit Microsystems, Ltd. er en taiwansk producent af grafikkort baseret på Nvidia chipsets. Palit Microsystems har to primære brands: Palit og Gainward. De producerer også grafikkort for andre virksomheder (OEM). Virksomhed blev etableret i 1988 i Taipei.